# 西莫内·因扎吉
西莫内·因扎吉（義大利語：Simone Inzaghi，發音：[siˈmoːne inˈtsaːɡi]；1976年4月5日—），是一位前意大利足球運動員，司職前鋒。他的哥哥菲利波·因扎吉也是一位足球運動員。为了区分他们两兄弟，人们称菲利波·因扎吉为大因扎吉，称西莫内·因扎吉为小因扎吉。現任沙烏地新月足球俱樂部主教練。

## 俱乐部生涯

### 球員生涯

#### 皮亚琴察
小因扎吉在1993-94赛季于他的家乡球队皮亚琴察队开始他的职业生涯，但他没有获得上场机会。接下来的赛季他被租借到意大利丙一联赛的卡尔皮俱乐部。在卡尔皮俱乐部，小因扎吉出场了9次。小因扎吉的第一个进球发生在1995-96赛季，当时他为意大利丙二联赛的诺瓦拉效力。
在这之后，小因扎吉还被租借到卢梅扎内俱乐部和U.S. Brescello俱乐部。1999年，小因扎吉终于回到了皮亚琴察队。在皮亚琴察，小因扎吉开始了他在意甲联赛的征程。1998-99赛季结束，小因扎吉表现出色，出场30次射入15球。

#### 拉齐奥
在1999-00赛季中，小因扎吉被拉齐奥招入麾下。在这个赛季里，小因扎吉表现出色，在22场联赛中打进7球，在11场欧洲冠军联赛上打进9球。在2000年3月14日对马赛的一场欧冠比赛中，他打进4球，追平了范巴斯滕自1992年以来的记录。而拉齐奥在1999-00赛季意甲联赛和意大利杯中都赢得了冠军，可以说是双喜临门。
在2003-04赛季中，拉齐奥再次获得意大利杯的冠军。在这个赛季结束之后，小因扎吉和俱樂部签订了一个到2009年6月结束的合同。
在2004-05赛季中，小因扎吉被拉齐奥拿去和桑普多利亚的法比奥·巴扎尼互换6个月。
在2005-06赛季和2006-07赛季中，小因扎吉重新回到拉齐奥，但他在这两个赛季里只出场了12次。
在2007-08赛季中，小因扎吉以租借的形式来到了亚特兰大。小因扎吉很努力的踢球，但他只出场了19次，而且大多数是在下半场替补出场。
在2008-09赛季中，小因扎吉回到了拉齐奥，但他已经不是主教练德里奥·罗西的计划之中。小因扎吉没有选择离开。尽管参加了很少的季前训练，他还是拉齐奥的一员，他还能为拉齐奥出力。在一场意大利杯的比赛中，小因扎吉披挂上阵，最后拉齐奥以2比0战胜了他曾经效力的亚特兰大。3天之后，小因扎吉在联赛中拉齐奥与莱切的比赛中替补出场，这是他这个赛季的第一场比赛。在出场2分钟之后，他便打进一个进球，帮助藍鷹軍團扳平比分。这是他自2004年9月以来在意甲联赛中打进的第一个进球。2010年夏天，小因扎吉掛靴，接下拉齊奧青年軍教鞭開始教練生涯。

### 教練生涯

#### 國際米蘭
小英薩吉於2021年夏天正式確認接任國米主帥，合約為期兩年。
2021/22國米開季三線表現不俗，其中歐冠成功突圍打入睽違多年的16強淘汰賽最後遺憾敗給利物浦。但聯賽下半程接連出現亂流失分，導致聯賽冠軍被同城死敵AC米蘭超車搶走，最終以義大利盃冠軍給賽季畫下句點。
2022/23，國米在義甲表現差強人意，最終勉強保四，但義大利盃衛冕冠軍。歐冠方面則是籤運先苦後甘，小組賽落入與拜仁慕尼黑、巴塞隆那同組競爭，最終壓倒巴薩拿到分組第二出線，淘汰賽在運氣加成下連續抽到好籤，並且接連打敗兩支葡萄牙豪門波爾圖與本菲卡挺進歐冠四強，四強遭遇AC米蘭更是總比分3-0雙殺，挺入伊斯坦堡的決賽。儘管在歐冠決賽以0-1飲恨不敵曼城，然而小英薩吉的執教功力已受肯定，國米也端出兩年續約。
2023/24，國米換了另一種策略，全力衝擊義甲冠軍而在歐冠進行輪換。雖然聯賽高歌猛進，尤其聯賽下半程主場天王山之戰1-0力克強敵尤文圖斯後進入獨走階段，歐冠晉級淘汰賽也沒問題，不過他們在16強被馬德里競技淘汰出局。此外他們也未能完成盃賽連霸。2024年4月22日，在義甲上演的米蘭德比戰兼封王戰，國際米蘭以2：1力克宿敵AC米蘭，提前5輪取得第20座義甲冠軍，也如願在同城死敵面前摘下第二顆金星。

## 国家队生涯
小因扎吉在2000年3月14日拉齐奥对马赛的比赛中打进了4球。两周之后在意大利与西班牙的比赛中，他首次为意大利出战。  
在2000年11月15日意大利与英格兰的友谊赛中，大因扎吉首发出场。第61分钟，小因扎吉替换德尔维奇奥上场。第73分钟，大因扎吉被皮耶罗替换下场。这是他们两兄弟唯一一次在国家队同时上场的比赛。
小因扎吉为意大利国家队出场了3次，没有进球。
| #  | 日期           | 地点            | 对手     | 比分 | 比赛结果 | 比赛类型 |
| -- | -------------- | --------------- | -------- | ---- | -------- | -------- |
| 1. | 2000年3月29日  | 西班牙 巴塞罗那 | 西班牙   | 0-2  | 负       | 友谊赛   |
| 2. | 2000年11月15日 | 意大利 都灵     | 英格兰   | 1-0  | 胜       | 友谊赛   |
| 3. | 2003年11月16日 | 意大利 安科纳   | 罗马尼亚 | 1-0  | 胜       | 友谊赛   |

## 榮譽

### 球員生涯
拉素
- 義甲聯賽冠軍：1999/2000年度
- 義大利盃冠軍：1999/2000賽季、2003/04賽季、2008/09賽季
- 義大利超級盃冠軍：2000/01年度
- 歐洲超級盃冠軍：1999年

### 教練生涯
拉素
- 意大利盃冠軍：2018/19賽季
- 意大利超級盃冠軍：2017/18年度、2019/20年度

國際米蘭
- 意大利足球甲级联赛冠軍：2023/24賽季[6]
- 意大利盃冠軍：2021/22賽季、2022/23賽季
- 意大利超級盃冠軍：2021/22年度、2022/23年度、2023/24年度

## 场外生活
小因扎吉和他的前妻阿莱西娅·玛库琪有一个儿子，名字叫做托马索。托马索生于2001年4月29日，他的母亲阿莱西娅·玛库琪是一个模特兼演员。